# 에도 막부 정이대장군
에도 막부 정이대장군은 에도 시대 일본의 무가정권인 에도 막부의 정이대장군을 말한다. 도쿠가와 가문이 이 직책을 독점하였다. 아래는 에도 막부의 역대 정이대장군들을 나열한 목록이다.

## 목록

### 쇼군 계보도
| 대수   | 초상화 | 쇼군                         | 원호                | 임기시작                                | 임기종료                                | 비고                                                                                      |
| ------ | ------ | ---------------------------- | ------------------- | --------------------------------------- | --------------------------------------- | ----------------------------------------------------------------------------------------- |
| 제1대  |        | 도쿠가와 이에야스 (德川家康) | 안코쿠인 (安國院)   | 게이초 8년 2월 12일 (1603년 3월 24일)   | 게이초 10년 4월 16일 (1605년 6월 2일)   | 오카자키 출신. 마쓰다이라 가문의 8대 종주. 1607년부터 슨푸에서 오고쇼로 실권 행사.        |
| 제2대  |        | 도쿠가와 히데타다 (德川秀忠) | 다이토쿠인 (台德院) | 게이초 10년 4월 16일 (1605년 6월 2일)   | 겐나 9년 7월 27일 (1623년 8월 22일)     | 도쿠가와 이에야스의 아들.                                                                 |
| 제3대  |        | 도쿠가와 이에미쓰 (德川家光) | 다이유인 (大猷院)   | 겐나 9년 7월 27일 (1623년 8월 22일)     | 게이안 4년 4월 20일 (1651년 6월 7일)    | 도쿠가와 히데타다의 아들. 막부 초기의 창업 작용 거의 마무리.                              |
| 제4대  |        | 도쿠가와 이에쓰나 (德川家綱) | 겐유인 (嚴有院)     | 게이안 4년 8월 18일 (1651년 10월 2일)   | 엔포 8년 5월 8일 (1680년 6월 4일)       | 도쿠가와 이에미쓰의 아들. 명실공히 최초의 수성(守城) 쇼군.                                |
| 제5대  |        | 도쿠가와 쓰나요시 (德川綱吉) | 조겐인 (常憲院)     | 엔포 8년 8월 23일 (1680년 9월 15일)     | 호에이 6년 1월 10일 (1709년 2월 19일)   | 도쿠가와 이에쓰나의 동생이자 양자.                                                        |
| 제6대  |        | 도쿠가와 이에노부 (德川家宣) | 분쇼인 (文昭院)     | 호에이 6년 5월 1일 (1709년 6월 8일)     | 쇼토쿠 2년 10월 14일 (1712년 11월 12일) | 도쿠가와 쓰나요시의 조카이자 양자.                                                        |
| 제7대  |        | 도쿠가와 이에쓰구 (德川家繼) | 유쇼인 (有章院)     | 쇼토쿠 3년 4월 2일 (1713년 4월 26일)    | 교호 원년 4월 30일 (1716년 6월 19일)    | 도쿠가와 이에노부의 아들.                                                                 |
| 제8대  |        | 도쿠가와 요시무네 (德川吉宗) | 유토쿠인 (有德院)   | 교호 원년 8월 13일 (1716년 9월 28일)    | 엔쿄 2년 9월 25일 (1745년 10월 20일)    | 도쿠가와 이에야스의 손자. 기슈번 출신. 최초의 방계 쇼군.                                  |
| 제9대  |        | 도쿠가와 이에시게 (德川家重) | 쥰신인 (惇信院)     | 엔쿄 2년 11월 2일 (1745년 11월 24일)    | 호레키 10년 5월 13일 (1760년 6월 25일)  | 도쿠가와 요시무네의 아들.                                                                 |
| 제10대 |        | 도쿠가와 이에하루 (德川家治) | 슌메이인 (浚明院)   | 호레키 10년 5월 13일 (1760년 6월 25일)  | 덴메이 6년 9월 8일 (1786년 10월 29일)   | 도쿠가와 이에시게의 아들.                                                                 |
| 제11대 |        | 도쿠가와 이에나리 (德川家齊) | 분쿄인 (文恭院)     | 덴메이 7년 4월 15일 (1787년 5월 31일)   | 덴포 8년 4월 2일 (1837년 5월 6일)       | 도쿠가와 요시무네의 증손. 1799년부터 쿠릴 열도 4도와 사할린 남부지역을 장악한 적이 있었음 |
| 제12대 |        | 도쿠가와 이에요시 (德川家慶) | 신토쿠인 (愼德院)   | 덴포 8년 4월 2일 (1837년 5월 6일)       | 가에이 6년 6월 22일 (1853년 7월 27일)   | 도쿠가와 이에나리의 아들.                                                                 |
| 제13대 |        | 도쿠가와 이에사다 (德川家定) | 온쿄인 (溫恭院)     | 가에이 6년 11월 23일 (1853년 12월 23일) | 안세이 5년 7월 6일 (1858년 8월 14일)    | 도쿠가와 이에요시의 아들.                                                                 |
| 제14대 |        | 도쿠가와 이에모치 (德川家茂) | 쇼토쿠인 (昭德院)   | 안세이 5년 10월 25일 (1858년 11월 30일) | 게이오 2년 7월 20일 (1866년 8월 29일)   | 도쿠가와 이에사다의 사촌이자 양자.                                                        |
| 제15대 |        | 도쿠가와 요시노부 (德川慶喜) | -                   | 게이오 2년 12월 5일 (1867년 1월 10일)   | 게이오 3년 12월 9일 (1868년 1월 3일)    | 도쿠가와 이에야스의 11세손. 미토번 출신.                                                  |

### 쇼군 가계도
도쿠가와 종가 당주
```
오다이노가타
 ┬ 초대 
이에야스
 ┬ 
노부야스

             │               ├ 
가메히메
 ─ 
다다아키라
[
1
]

             │               ├ 
히데야스
[
2
]

             │               ├ 제2대 
히데타다
 ┬ 제3대 
이에미쓰
 ┬ 제4대 
이에쓰나

             │               │                │                ├ 제5대 
쓰나요시
[
3
]
 ─ 
도쿠마쓰

             │               │                │                └ 
쓰나시게
[
4
]
 ┬ 제6대 
이에노부
 ─ 제7대 
이에쓰구

             │               │                │                              └ 
기요타케
[
5
]

             │               │                ├ 
다다나가
[
6
]

             │               │                └ 
마사유키
[
7
]

             │               ├ 
다다요시
[
8
]

             │               ├ 
노부요시
[
9
]

             │               ├ 
다다테루
[
10
]

             │               ├ 
마쓰치요
[
11
]

             │               ├ 
센치요
[
12
]

             │               ├ 
요시나오
[
13
]
 ─ 
미쓰토모
 ┬ 
쓰나노부

             │               │                         ├ 
요시유키
[
14
]

             │               │                         ├ 
요시마사
[
15
]

             │               │                         └ 
도모아키
[
16
]

             │               ├ 
요리노부
[
17
]
 ┬ 
미쓰사다
 ┬ 
쓰나노리

             │               │             │          ├ 
요리모토
[
18
]

             │               │             │          └ 제8대 
요시무네
 ┬ 제9대 
이에시게
 ┬ 제10대 
이에하루
 ─ 
이에모토

             │               │             │                            │                └ 
시게요시
[
19
]

             │               │             │                            ├ 
무네타케
[
20
]

             │               │             │                            └ 
무네타다
[
21
]
 ─ 
하루사다
 ┬ 제11대 
이에나리
 ┬ 제12대 
이에요시
 ─ 제13대 
이에사다

             │               │             │                                                       │                 └ 
나리유키
 ─ 제14대 
이에모치

             │               │             │                                                       └ 
나리마사
 ─ 
요시요리
 ─ 제16대 
이에사토
 ─ 제17대 
이에마사

             │               │             ├ 
요리즈미
[
22
]

             │               │             └ 마쓰히메
[
23
]
 ─ 
노부마사

             │               └ 
요리후사
[
24
]
 ┬ 
요리시게
[
25
]
 ┬ 
쓰나에다

             │                              │             ├ 
요리토시
 ─ 
요리토요
 ─ 
무네타카
 ─ 
무네모토
 ─ 
하루모리
 ┬ 
하루토시
 ─ 
나리아키
 ┬ 제15대 
요시노부

             │                              │             │                                                          │                      └ 
아키타케
 ─ 
다케사다
[
26
]

             │                              │             │                                                          └ 
요시나리
 ─ 
요시타쓰
 ─ 
가타모리
 ─ 
쓰네오
 ─ 
이치로
 ─ 제18대 
쓰네나리
 ─ 
이에히로

             │                              │             └ 
요리요시
 ─ 
요리히로
[
27
]

             │                              ├ 
미쓰쿠니
 ─ 
요리쓰네

             │                              ├ 
요리모토
[
28
]

             │                              ├ 
요리타카
[
29
]

             │                              └ 
요리오
[
30
]

             ├ 
야스모토
[
31
]

             ├ 
야스토시
[
32
]

             ├ 
사다카쓰
[
33
]
 ┬ 
사다유키
[
34
]

             │             ├ 
사다쓰나
[
35
]

             │             ├ 
사다후사
[
36
]

             │             └ 
사다마사
[
37
]

             └ 마쓰히메
[
38
]
 ─ 
다다미쓰
 ─ 
미쓰시게
```

## 같이 보기
- 에도 막부
- 정이대장군